# Breguet 14
El Breguet 14, també anomenat Br.XIV, va ser un biplà francès utilitzat com a bombarder i aeronau de reconeixement de la Primera Guerra Mundial. Es van construir moltes unitats i la producció va continuar durant molts anys després del final de la guerra.
A part del seu estès ús, el Breguet 14 és conegut per ser la primera aeronau de gran producció que utilitzava grans quantitats de metall a la seva estructura, enlloc de la fusta, que era el material més habitual en aquell temps. Això va permetre què l'estructura de l'aeronau fos més lleugera que en una de la mateixa potència construïda en fusta, fent que resultés més àgil i ràpida que altres de la seva mida. En situació de combat, era capaç de superar a molts dels caces contemporanis. La forta construcció del Breguet 14 feia que suportes danys considerables, a més de ser fàcil de manejar i tenir un molt bon rendiment. Aquest model sovint ha estat considerat una de les millors aeronaus de la guerra.

## Desenvolupament i disseny
El Breguet 14 va ser construït pel pioner de l'aviació i enginyer aeronàutic Louis Breguet. En aquells moments, l'empresa Breguet ja s'havia guanyat una gran reputació al haver produït diverses aeronaus operatives i avançats aparells per fer tests aerodinàmics, incloent-hi el Breguet-Richet Gyroplane. Breguet va ser un innovador clau en el camp de la construcció d'aeroplans en metall, havent creat una sèrie reeixida de biplans durant els anys de pre-guerra.
L'esclat de la Primera Guerra Mundial el 1914 va portar a que un gran nombre d'aeronaus Breguet siguessin introduïdes al servei dels cossos militars aeris de diverses nacions, incloses les de la Triple Entesa. A l'inici de la guerra el mateix Breguet va volar com a pilot militar i aviat va entendre que hi havia demanda d'aeronaus amb motors de major potència. Pel seu següent disseny, va optar per abandonar la configuració de tracció que havia utilitzat fins aquell moment en favor d'una configuració propulsora per satisfer millor els requisits emesos pel comandament francès, que buscava un punt de vista frontal sense obstrucció visual. L'estructura de l'aeronau estava composta principalment de duralumini, inventat a Alemanya per Alfred Wilm una dècada abans. A finals d'estiu del 1916 l'enginyer en cap de Breguet, Louis Vullierne, va iniciar el disseny del Br.14 realitzant el 21 de novembre de 1916, el seu primer vol, pilotat pel mateix Breguet.

## Història operacional
Aquest prototipus dona lloc a una producció al final de la Guerra de gairebé 4.000 unitats dedicades al reconeixement aeri i 1.500 bombarders, entrant els primers en servei la primavera de 1917 a l'Aéronautique Militaire. El nombre total d'aparells construïts quan les línies de producció es van tancar l'any 1926, pujaven fins a les 8.000 unitats.
El gener de 1918 la força de bombarders de l'Aéronautique Militaire estava organitzada en dos grups de combat: el Groupement Menard i el Groupement Fequant què conjuntament formaven la 1º Divisió Aèria. Els nombrosos Br.14 que formaven part d'aquesta divisió van prendre funcions de bombardeig nocturn contra objectius industrials al Sarre durant l'estiu de 1918.Habitualment però, els Br.14 continuaven fent-se servir amb tasques de recolzament atacant les comunicacions a uns 30 km per darrere de la línia del front.
En total els Br. 14 van prestar servei en 71 Escadrilles franceses al front occidental i també en 5 Escadrilles a Sèrbia, 3 a Grècia, 6 al Marroc i 8 a Macedònia. També van ser utilitzats per l'exèrcit Belga i la Expeditionary Force americana.
Més endavant, un cop finalitzada la guerra, molts aparells van ser utilitzats per tot el món com a avions de transport, amb una cabina tancada per els passatgers, tot i que el pilot continuava volant a l'aire lliure. També va establir molts rècords com per exemple el primer doble creuament de la mar Mediterrània, l'any 1919. El model civil seria conegut com a Breguet 14T i va permetre a Louis fundar la Companyia de les missatgeries aèries.

## Variants[2]
- Br.14A-2: el primer model en entrar en servei amb l'Aéronautique Militaire.
- Br.14B-2: versió més distribuïda.
- Br.14H: versió hidroavió de flotadors que no va triomfar.
- Br.14S: ambulància aèria utilitzada durant el 1918 i 1920.
- Br.14T: versió civil.
- Br.16Bn-2: versió més gran utilitzada com a bombarder nocturn.
- Br.17C2: versió de caça d'escorta biplaça amb un motor Renault 12K de 298 kW i dues metralladores Vickers. Va arribar massa tard per prestar servei a la guerra.

## Especificacions (14B.2)

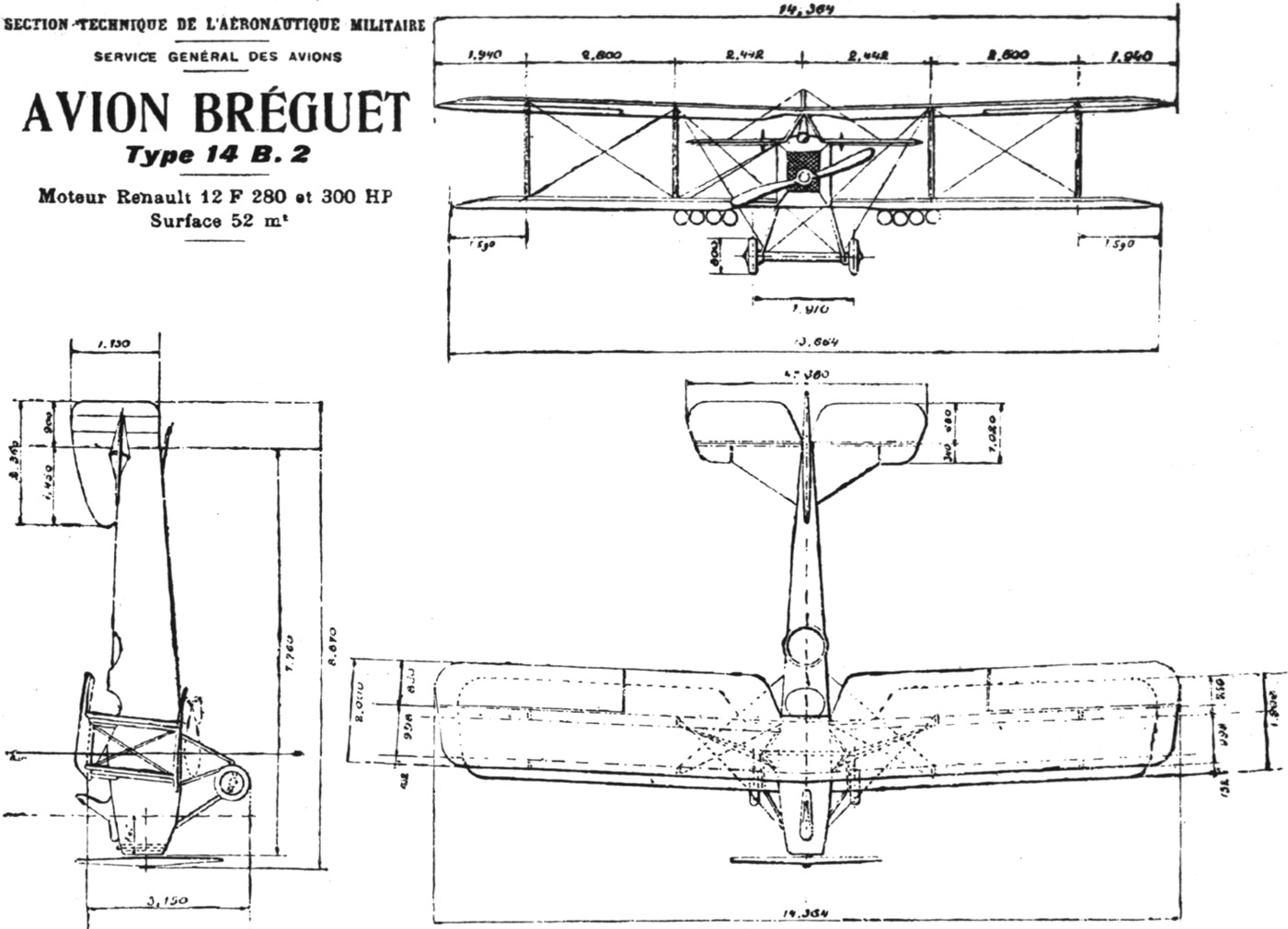
Dibuix del Breguet 14 B.2

Dades de La enciclopedia de la aviación
Característiques generals
- Tripulació: 2
- Longitud: 8,87 m
- Envergadura: 14,36 m
- Alçada: 3,30 m
- Superfície de l'ala 47,50 m²
- Pes buit: 1.010 Kg
- Pes màxim d'enlairament: 1.536 Kg
- Motors: 1×  Renault 12Fe , 300 cv

 Rendiment 
- Velocitat màxima: 184 km/h
- Abast: 900 km
- Autonomia: 2 hores 45 minuts
- Sostre de servei: 6.000 m
- Ràtio d'ascens: 292 m/min
- Càrrega alar: 32 kg/m²
- Potència/pes: 145 W/kg